# Habrotrocha quinquedens
Habrotrocha quinquedens är en hjuldjursart som beskrevs av De Koning 1947. Habrotrocha quinquedens ingår i släktet Habrotrocha och familjen Habrotrochidae.

## Underarter
Arten delas in i följande underarter:
- H. q. doornensis
- H. q. quinquedens